# Уоллер, Лесли
Ле́сли Э́лсон Уо́ллер (англ. Leslie Elson Waller; 1 апреля 1923, Чикаго, США — 29 марта 2007, Рочестер, Нью-Йорк, США) — американский писатель.
Автор более 50 романов, многие из которых были включены The New York Times в список бестселлеров.
Автор сценариев к фильмам «Близкие контакты третьей степени» и «Собачий полдень».

## История
Родился 1 апреля 1923 года в Чикаго, Иллинойс в семье украинских иммигрантов.
В детстве болел амблиопией и полиомиелитом, но в 16 лет сумел окончить среднюю школу Гайд-парка. С ранних лет он любил писать и до своего поступления в Уилсонский колледж работал репортёром уголовной хроники в Chicago Sun-Times.
В 1942 году был призван на службу в Армейскую авиацию США и продолжал заниматься писательской деятельностью не покидая пределов страны. Первый роман, который он опубликовал под своим настоящим именем назывался «Три дня спустя». До этого он опубликовал свой первый роман «Солгать как леди» под псевдонимом К. С. Коди.
После войны он получил степени бакалавра гуманитарных наук в Чикагском университете и магистра гуманитарных наук по американской литературе в Колумбийском университете. Женился на Луизе Хецель, вместе с которой переехал в Нью-Йорк, где в 1953 году выпустил свой второй роман «Остров Феникса». В браке родились две дочери Элизабет и Сюзан. После развода с Хецель, Уоллер в 1967 году женился на фотографе и актрисе Патриции Махен, с которой они в 1978 году перебрались в Калабрию, где прожили 11 лет до переезда в Лондон.
После пятнадцати лет жизни за границей они вернулись в США и поселились в Нейплсе, где Уоллер занимался писательским трудом, читал лекции, получил членство в Пресс-клубе Нейплса, а также принимал участие в конференциях профессиональных литераторов в Академии Ренессанса и преподавал в Флоридском университете побережья Мексиканского залива.
В 2000 году стал одним из основателей журнала Naples Review.
Уоллер работал агентом по связям с общественностью в фирме Harshe-Rotman-Druck, а также занимал различные должности в The Hertz Corporation. В то же время он работал над романами и детскими книгами для серии «Книга, чтобы начать...»
Умер 29 марта 2007 года в г. Рочестере, штата Нью-Йорк.

## Писательская деятельность
Его трилогия из книг «Банкир», «Семья» и «Американец» вошла в список бестселлеров газеты The New York Times. Кроме того им в соавторстве написаны сценарии для фильмов «Собачий полдень», «Близкие контакты третьей степени» и «На виду у всех». Также в 1950 году под псевдонимом Дрейк Уоллер совместно с Арнольдом Дрейком создал первый графический роман «Это рифмуется с вожделением». Это была их совместная идея попробовать создать „рисуночный роман“, который станет мостом между комиксными книгами и „книжными книгами“. Графический роман вышел в издательстве St. John Publications. В 2007 году он был переиздан Dark Horse Comics.

## Сочинения
| - Lie Like a Lady (writing as C S Cody) - Three Day Pass (1944) - Show Me the Way (1947) - The Bed She Made (1951) - The Witching Night (1953) (writing as C S Cody) - Phoenix Island (1958) - The Banker (1963) - Will the Real Toulouse-Lautrec Please Stand Up? (1965) - Overdrive (1966) - New Sound (1968) - The Family (1968) - Change in the Wind (1970) - The American (1971) - Number One (1973) - The Vacancy (1973) (writing as Patrick Mann) - Dog Day Afternoon (1974) (writing as Patrick Mann) - Coast of Fear (1975) - The Swiss Account (1976) | - K. Assignment (1976) - Close Encounters of the Third Kind (1977) (with Steven Spielberg) - Hide in Plain Sight (1978) - Trocadero (1978) - Brave and the Free (1979) - Blood and Dreams (1980) - Steal Big (1981) (writing as Patrick Mann) - Gameplan (1983) - Falcon Crest (1984) (writing as Patrick Mann) - Embassy (1987) - Amazing Faith (1988) - Mafia Wars (1991) - Deadly Sins (1992) - Tango Havana (1993) - Manhattan Transfer (1994) - Eden (1997) - Comeback (1997) - Target Diana (2001) |

### На русском языке
- Уоллер Л. Избранное: В 3 т / Пер. с англ. Л. Марцевой, С. Прохоровой. — М.: Терра-Кн. клуб, 2001. — Т. 1: Банкир: Роман. — 655 с. — (Современный зарубежный роман). — ISBN 5-275-00208-4.
- Уоллер Л. Избранное: В 3 т / Пер. с англ. Т. Дадьяновой. — М.: Терра-Кн. клуб, 2001. — Т. 2: Семья : Роман. — 399 с. — (Современный зарубежный роман). — ISBN 5-275-00209-2.
- Уоллер Л. Избранное: В 3 т / Пер. с англ. А. Николаевой, О. Дробот. — М.: Терра-Кн. клуб, 2001. — Т. 3: Американец : Роман. — 351 с. — (Современный зарубежный роман). — ISBN 5-275-00210-6.
- Уоллер Л. Посольство: Роман / Пер. с англ. В. А. Комиссарова. — Торг.-изд. об-ние "Центрполиграф", 1995. — 495 с. — (Мастера. М). — ISBN 5-7001-0202-1.
- Уоллер Л. Войны мафии: Роман / Пер. с англ. О. И. Гасско. — М.: Торг.-изд. об-ние "Центрполиграф", 1995. — 539 с. — (Мастера. М). — ISBN 5-7001-0200-5.